# Hemeroblemma despecta
Hemeroblemma despecta là một loài bướm đêm trong họ Erebidae.